# ABCタイム
『ABCタイム』（エー・ビー・シータイム）は、FM NACK5で、2014年4月4日から2015年3月27日まで放送されていたラジオ番組。

## 概要
これまでの「MIDNIGHT ROCK CITY + R」の放送枠を引き継ぎ、新たな深夜番組としてスタートするもの。
この番組のコンセプトは、「A級な音楽、B級（身近な）話題、Conversation（会話）の楽しいやりとり」としていて、リラックスしたい大人をこの番組のターゲットに、週末のお役立ち情報とゲストトーク、メッセージ紹介など、「疲れた頭と体と気持ちをゆったりとした気持ちになる」番組を目指す。
黒田が深夜番組の担当をするのはRADIO-X以来約6年ぶりとなる。
当番組は、2015年3月27日の放送を以って放送を終了している。これは3月13日放送の「真夜中の涙」のコーナーで黒田自身から発表された。黒田によると「今回の終了はNACK5からの意向ではなく、自らが導き出したことであり、あくまで局側は継続する方向であった」こと。また、黒田自身は、平日は朝は月曜日から金曜日まで、テレビで朝ワイド、ラジオで、月曜日から木曜日まで、夕方ワイド帯番組を抱えており、それに加えて、深夜枠で当番組を担当するのは、「体力的に限界であり、体内リズムが調整できない。『RADIO-X』以来の深夜番組であり、自分もすごく楽しんでいるのも承知ではあるが、現状では『情熱』を謳っているが、全力での生放送が出来なくなる。」と説明がなされた。その一方で「また深夜枠はやりたい」との意気込みも示している。

## 放送時間
- 毎週金曜日 25:00 - 30:00（毎週土曜日 1:00 - 6:00）

## パーソナリティ
- 黒田治
  - 2014年8月22日は黒田の夏休暇に伴い、小林千鶴（NACK5では当時「木村達也ビジネスの森」を担当）が代打を務めた。

## コーナー紹介
真夜中のトピックス
毎週、週替わりのテーマで募集する。いわゆる「メッセージテーマ」。メッセージは1時台を中心に紹介するが、他の時間帯でもコーナーの合間に紹介することがある。
まーちゅん・fumikaの真夜中のウイウイ
25:40 - 26:00迄の箱番組。2014年9月5日放送開始。パーソナリティーは小笠原茉由（AKB48）と歌手のfumika。
ゲストコーナー（2時台）
主に音楽アーティストを迎えて放送する。ゲストによる生歌・生演奏が行われることも多い。
真夜中の笑い（3時台）
毎回、若手芸人が登場し、漫才(2本程度放送)などを披露するコーナー。若手芸人からの裏話が聴けることが多い。
真夜中の涙（4時台）
「思いっきり笑った後は思いっきり泣こう」というコンセプトで、リスナーから寄せられた感動的な話などを紹介するコーナー。内容は、最近起こった重大事件や、リスナー自身の身近なものから、東日本大震災、阪神・淡路大震災など、過去に起こった出来事の内容も流されることがある。また、各メッセージの後に曲を流す。主にメッセージの送り主からのリクエストで送るが、リクエストがない場合は黒田が選曲したものが流れる。
「真夜中の涙」終了後は黒田こだわりの3曲をノンストップで放送する約15分の『コンフォート・ゾーン』へと入る。この時間を利用して新聞をチェックしているとのこと。
モーニングトピックス
5時台前半のメイン。届いたばかりの朝刊から、気になるニュースを厳選して伝える。早朝番組の括りとなる為、ニュース・情報番組としての色が濃い。5時台後半はメッセージを紹介した後、エンディングとなる。